# 屯門陶氏

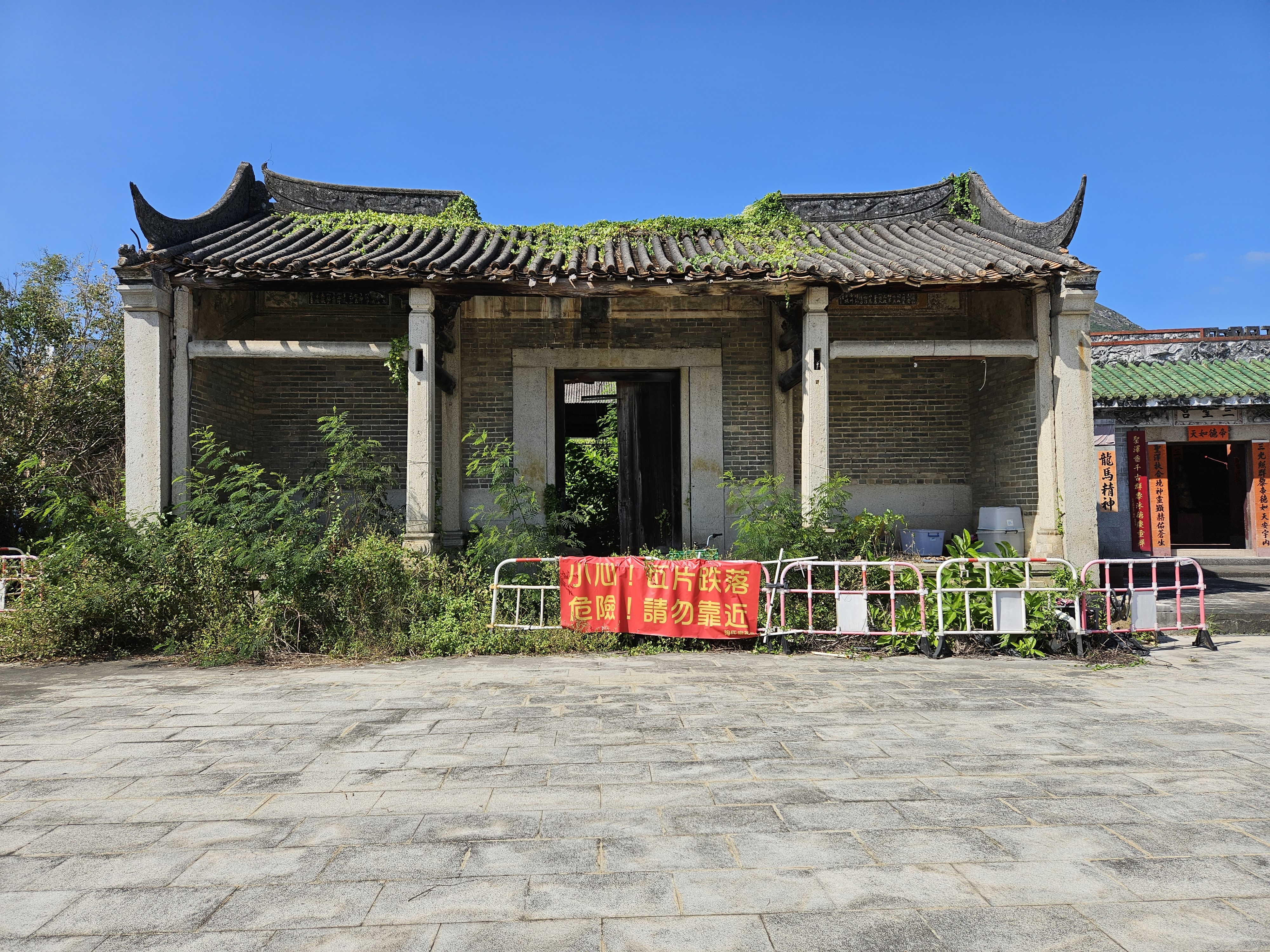
三進兩院式的屯子圍陶氏宗祠建於十八世紀初，為陶氏最大祠堂。其規模等同新界五大家族宗祠，被列為香港一級歷史建築。

屯門陶氏是香港新界原居民中的一個氏族，族人原居於中國廣西鬱林。屯門陶氏先祖為东晋詩人陶淵明，其十八世孫陶文質於元末遷居元朗新田牛潭尾 ，最後定居於屯門，族人尊奉陶淵明太公東晉名將陶侃為始祖。現今屯門陶氏的四大房，至今已傳至第二十四代，主要為陶嘉儀祖一系，其餘兩房已遷回內地。陶氏一族雖然對屯門地區的發展貢獻極大，但或曾因家族內鬥以致土地佔有比例問題，並沒有被列入新界五大氏族。

## 陶氏村落
- 屯子圍，原名田子圍[11]
- 青磚圍，又名麥園圍[12]
- 泥圍，又名黃崗圍[13]
- 藍地，又名永安村[14]
- 屯門新村，又名大園圍[15]

## 屯門忠義堂
屯門忠義堂建立於清乾隆年間已有二百多年歷史。 由陶、鄧、蕭、關、李、陳、薛、葉、廖、麥、謝、徐十二姓氏為一家，創建忠義堂。 忠義堂之設立，主要由於當時復界後的屯門已經逐漸恢復升平，各村之間為了保護農作物和財物不受盜賊偷竊，紛紛成立更練團，於晚間派壯丁巡邏，維持區內治安。由田間的農作物及各住戶家禽亦在巡視保護之列，入夜各交通路口，均有巡丁檢查。這些更練館設在陶氏宗祠內，後來各村聯合在五柳堂附近籌建永久會所，是為忠義堂。忠義堂設立之初，由附近圍村以集股方式組成，股權方面為：黃崗圍（坭圍）一股，麥園圍（青磚圍）和屯子圍（田子圍）一股、永安村（藍地村）和大園圍（屯門新村）一股，子屯圍（子田圍）和紫田村一股，寶塘下村和小坑村一股，共五大股，類似現在的董事會，每十年一次太平清醮，最近的一次在2016年11月17日至20日舉行。除了五條陶氏圍村，還有新界五大族，錦田鄧氏的分支紫田村和上水廖氏的分支子屯圍（子田圍）。後期忠義堂有新慶村和桃園圍加入，忠義堂於共有九條圍村合股，維持至今。
由於陶氏內部不和，1933年黃崗圍（坭圍）退出忠義堂。忠義堂內部不和，2005年子屯圍（子田圍）被忠義堂刪除，但至今都有比錢參加忠義堂活動，但不被陶錫源承認。

## 景點

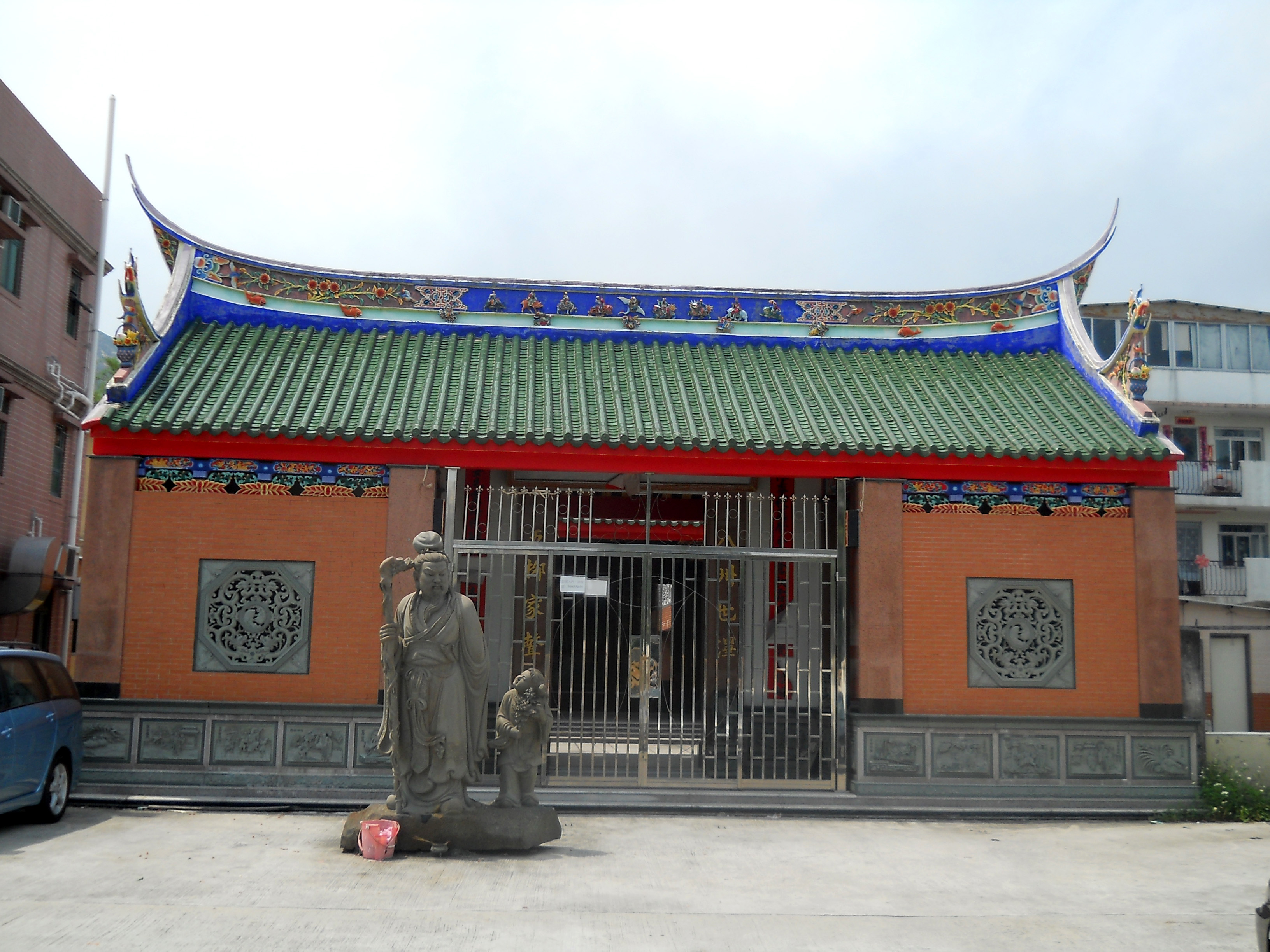
屯子圍陶氏宗祠
- 五柳堂陶氏宗祠
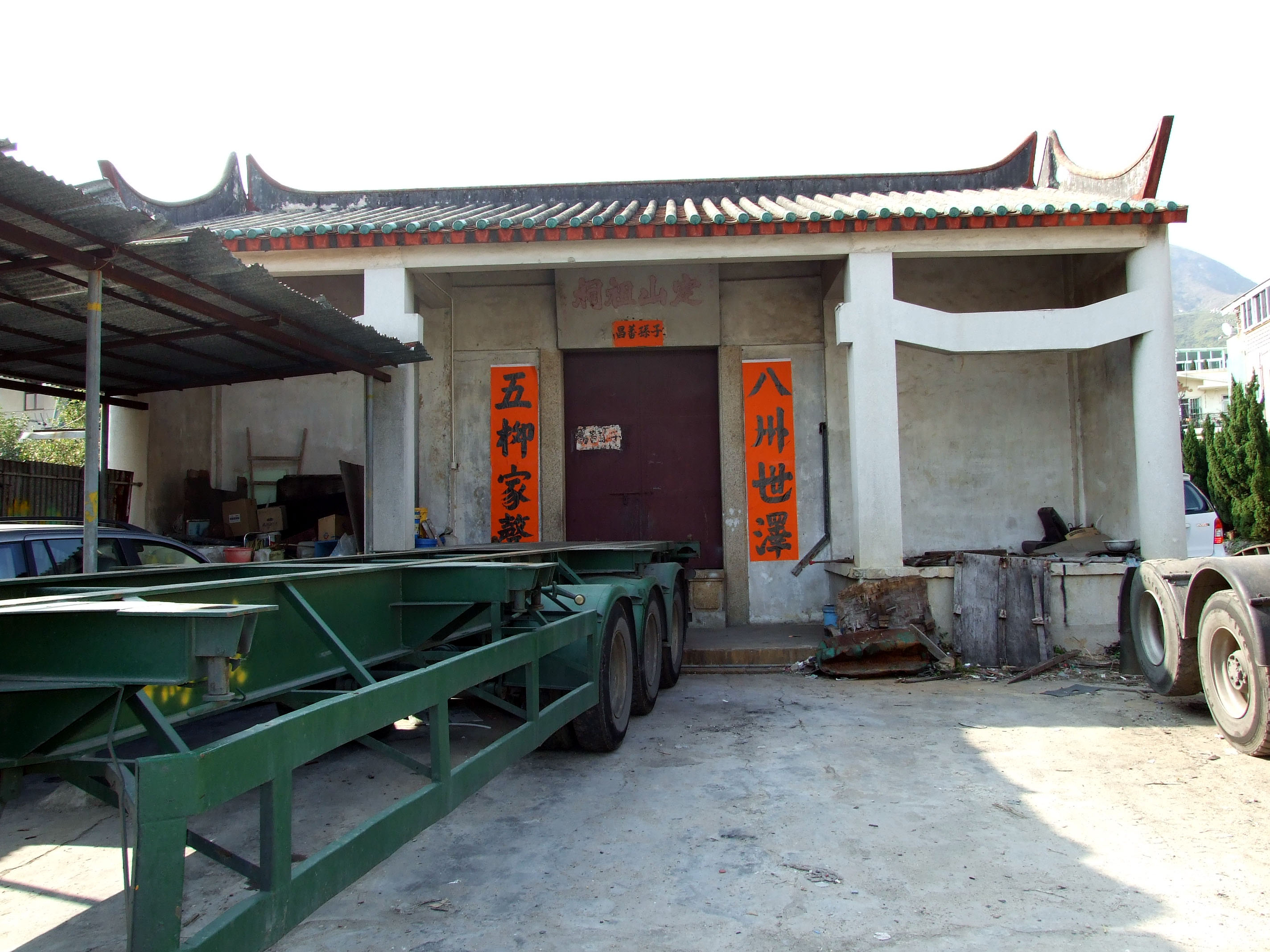
定山祖祠
- 忠義堂
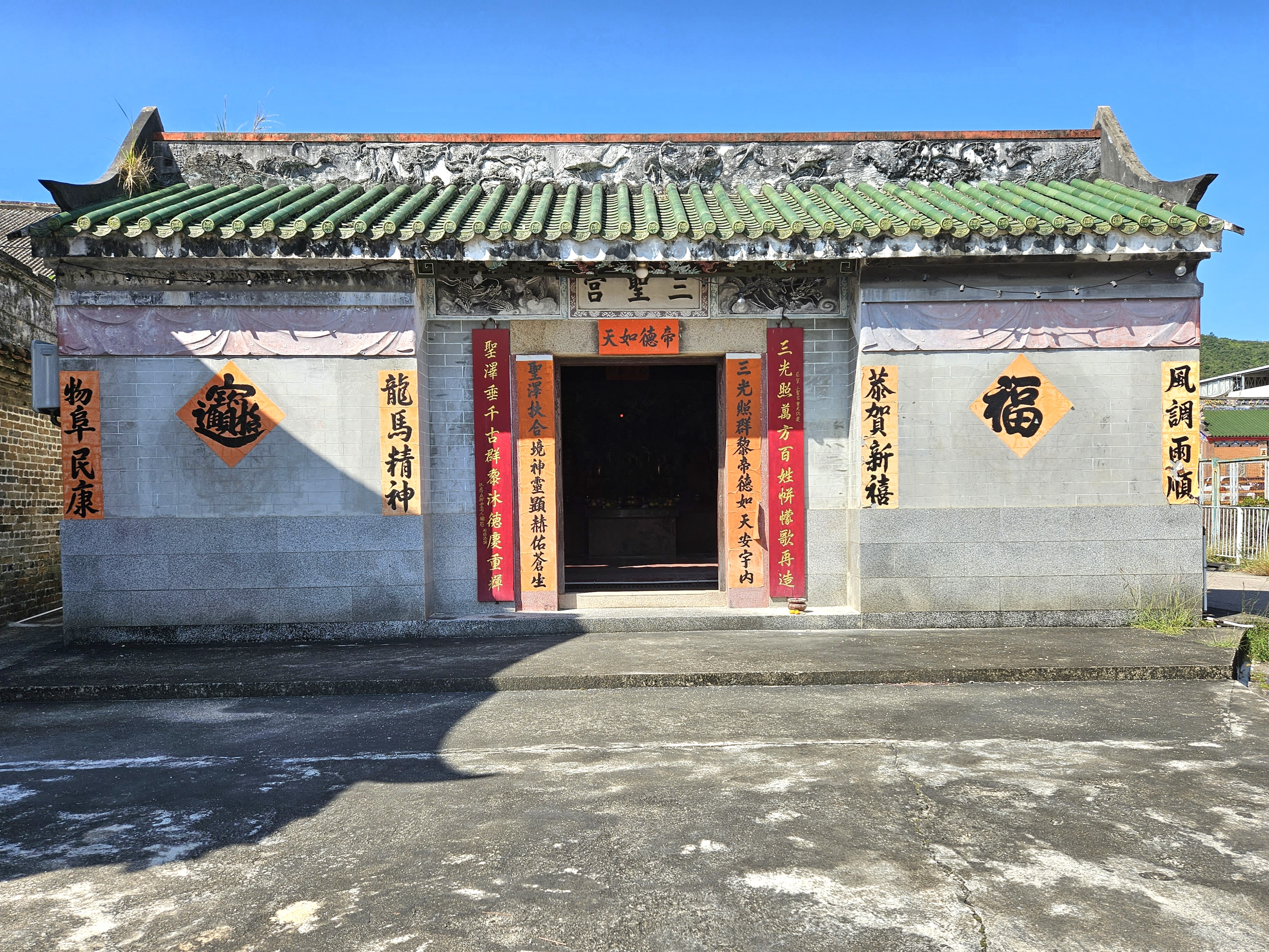
三聖宮
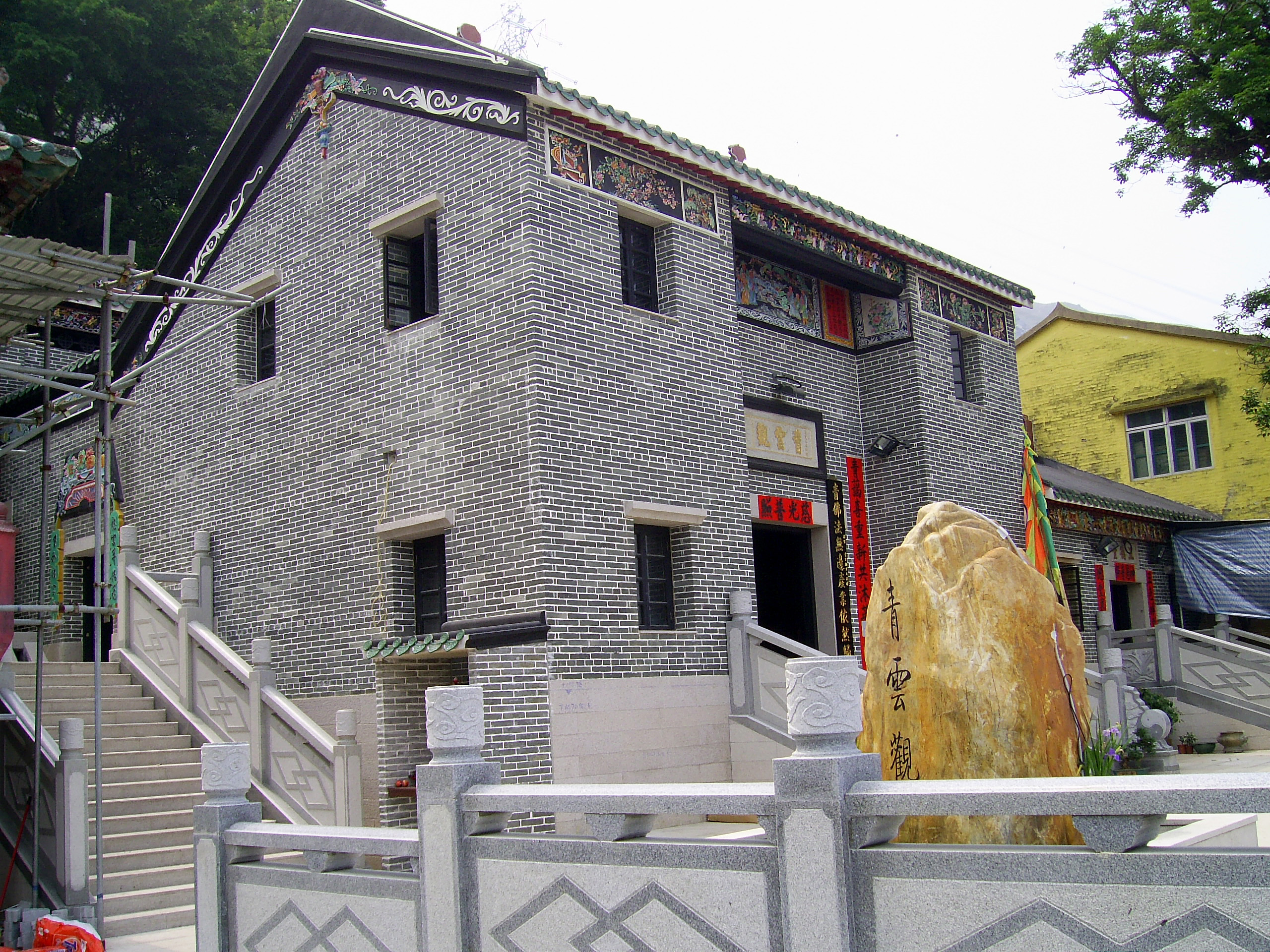
青雲觀

- 五柳堂陶氏宗祠
- 定山祖祠
- 三聖宮
- 青雲觀